# عاج ثالثي
العاج الثالثي (بالإنجليزية: Tertiary dentin)‏ أو العاج الترميمي هو نوع من العاج السني الذي يتكون كاستجابة للتحفيز الضار، مثل التسوس والاهتراء وكسور الميناء. يعتبر العاج الثالثي آلية لشفاء السن، حيث يسهم تكوين مادة سنية جديدة في حماية الحجرة اللبية وبالتالي يحمي السن ويحافظ على سلامة الفرد من العدوى وتكون الخراجات.

## الخصائص
يمكن التمييز بسهولة بين العاج الثالثي والعاج الأولي على سطح السن، إذ يتميز العالج الثالثي بلون أغمق بكثير. في كثير من الأحيان لا يظهر العاج الثالثي بشكل واضح على سطح السن، ولكن نظرًا لأنه أكثر كثافة يمكن رؤيته في التصوير المقطعي المحوسب للسن.

## التشكل
يمكن أن يؤدي الاهتراء على سطح السن إلى انكشاف العاج الأولي، وقد يتشكل العاج للمساعدة في حماية الحجرة اللبية عندما يكون الاهتراء شديدًا.

### عند الحيوانات
يشير تواتر العاج الثالثي في أنواع مختلفة من الرئيسيات إلى شفاء الأسنان بمعدلات مختلفة. تتميز الغوريلا بمعدل عالٍ لتكون العاج الثالثي، حيث تظهر أكثر من 90% من الأسنان المهترئة عاجًا ثالثيًا. تتميز البشراناويات بمعدل أقل بكثير لتكون العاج الثالثي، حيث تم تشكل عاج ثالثي في حوالي 15% من الأسنان التي تعرضت لانكشاف عاجي بسبب الاهتراء.

## الدراسات
اجريت دراسات سريرية حول خصائص تكوين العاج الثالثي، بما في ذلك التشريح في البشر والنماذج الحيوانية، عادةً من منظور صحة الفم. توصلت بعض الدراسات إلى أن التغيرات الجينية في النماذج الحيوانية يمكن أن تزيد من إنتاج العاج الثالثي. وهذا يشير إلى أن بعض الأنواع قد تطورت لتكوين العاج الثالثي كاستجابة للتغيرات الغذائية. على سبيل المثال، قد تكون الغوريلا قد طورت معدلات عالية من العاج الثالثي كوسيلة للحماية من الاهتراء الشديد، لأنها تستهلك الكثير من النباتات القاسية.